# کلوندایک، یوکان

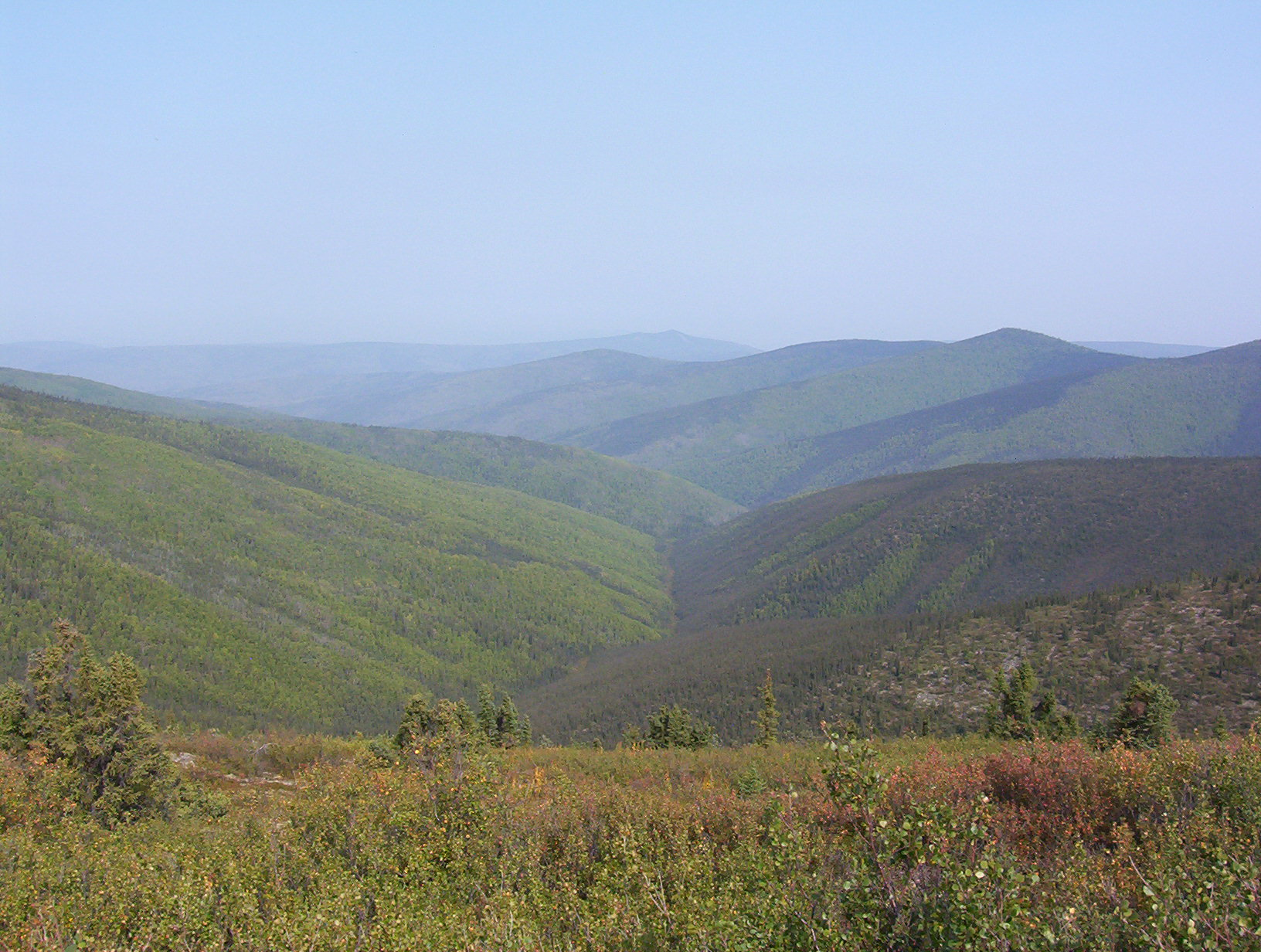
دره نهر هانکر، کلوندایک

کلوندایک (به انگلیسی: Klondike) (‎/ˈklɒndaɪk/‎) منطقه‌ای در یوکان در شمال غرب کانادا و شرق مرز آلاسکا است. در اطراف آن رود کلوندایک و یک رودخانه کوچک که از جنوب شهر داوسان وارد رودخانه یوکان می‌شود جاریست.
کلوندایک به دلیل آنکه تب جویندگان طلا موسوم به تب طلای کلوندایک در این منطقه آغاز شد مشهور است که از سال ۱۸۹۷ تا ۱۸۹۹ به طول انجامید. به جز یک وقفه در اواخر دهه ۱۹۶۰ و اوایل دهه ۱۹۷۰ به طور مداوم در این منطقه طلا استخراج شده است.

## آب و هوا
آب و هوای این منطقه بسیار خشن است؛ گرم در تابستان کوتاه اش و بسیار سرد در زمستان. طی هفت ماه از سال به‌شدت سرد و متغیر با برف و طوفان‌های سهمگین که از ماه سپتامبر شروع می‌شود و ممکن است تا ماه مه بطول انجامد. در ۲۰ اکتبر تمام رودخانه‌ها یخ زده‌اند. زمین در بخش بهتر سال به عمق ۱ تا ۳ متر (۳ تا ۱۰ فوت) یخ زده است.